# عزلة حرد (إب)

تعديل مصدري - تعديل

عزلة حرد هي إحدى عزل مديرية اب في محافظة إب اليمنية ويبلغ تعداد سكانها 3782 نسمة حسب التعداد السكاني في اليمن لعام 2004. فيها قرى كثيره 
منها
ذي محبش
الكريف 
الصافيه
العارضه
المسداره
المتانه
الحجفه
اللفج
القيف
المجيزيع
الجرب
النجد
السدم
ايدام
الضبه
النجيد
السديره
الجدره
الجميه
وغيرها من القرى

## روابط خارجية
- الجهاز المركزي للإحصاء بالجمهورية اليمنية
- المركز الوطني للمعلومات باليمن
- الدليل الشامل